# مهارکننده بازجذب نوراپی‌نفرین

نوراپی‌نفرین

اپی‌نفرین

یک مهارکننده بازجذب نوراپی‌نفرین (NRI ،NERI) یا مهارکننده بازجذب نورآدرنالین یا مهارکننده بازجذب آدرنرژیک (ARI)، نوعی دارو است که به عنوان یک مهار کننده بازجذب برای پیام‌رسان‌های عصبی نوراپی‌نفرین (نورآدرنالین) و اپی نفرین (آدرنالین) و از طریق انسداد انتقال دهنده نوراپی‌نفرین (NET) عمل می کند.
NRIها به دلیل اثرات محرک و همچنین ضد چاقی-به دلیل اثرات مهار کننده اشتها-معمولاً در درمان بیماری هایی مانند ADHD و حمله خواب و همچنین جهت لاغری استفاده می شوند. همچنین غالباً به عنوان ضد افسردگی برای درمان اختلال افسردگی عمده ، اضطراب و اختلال ترس استفاده می شوند.